# Potenza di un punto

Figura 1. Il disegno mostra la posizione dei punti usati per calcolare la potenza del punto P rispetto al cerchio centrato in O. La distanza s è segnata in arancione, il raggio r è segnato in blu e il segmento tangente PT è segnato in rosso.

In geometria piana, la potenza di un punto, o anche potenza di un punto rispetto a una circonferenza, è un numero reale H che indica la distanza relativa del punto da una data circonferenza. La potenza di un punto infatti varia al variare sia del centro che del raggio della circonferenza scelta. Per la precisione definiamo la potenza del punto P rispetto al cerchio C di raggio r e centro O nel modo seguente:
{\displaystyle H_{C}(P)=s^{2}-r^{2},}
dove s indica la distanza tra P e il centro O del cerchio:
{\displaystyle s=d(P,O).}
Con questa definizione si nota subito che un punto che si trova all'interno della circonferenza ha una potenza negativa, quelli esterni hanno potenza positiva e quelli che si trovano sulla circonferenza hanno potenza nulla. Per punti che si trovano all'esterno, vale inoltre che la potenza equivale al quadrato della distanza del punto P al punto T. Il punto T viene identificato come uno dei due punti per i quali passa una retta tangente alla circonferenza e passante per il punto P, questi due punti sono equidistanti da P quindi non è importante quale viene scelto. Con un'ulteriore considerazione si nota che data una qualsiasi retta passante per P esterno e interseca la circonferenza in due punti M e N, allora si ha:
{\displaystyle \mathbf {\overline {PT}} ^{2}=\mathbf {\overline {PM}} \times \mathbf {\overline {PN}} =\mathbf {\overline {PA}} \times \mathbf {\overline {PB}} =(s-r)\times (s+r)=s^{2}-r^{2}=H_{C}(P).}
Questa uguaglianza è anche nota come il "teorema secante-tangente" oppure il "teorema della potenza di un punto". Si noti che nel caso in cui P sia interno alla circonferenza si intende che i due punti di intersezione stiano su due lati opposti della retta rispetto al punto P. Se si orienta la retta tenendo P come origine e dando una direzione allora il prodotto della lunghezza di questi due segmenti sarà un numero negativo come ci si aspetta che sia la potenza H(P).

## Circonferenze ortogonali

Figura 2: Il cerchio tratteggiato centrato in P interseca il cerchio dell'inversione (non tratteggiato) in modo che le rispettive tangenti nel punto di intersezione T sono perpendicolari, per questo si dice che le due circonferenze sono ortogonali. Il raggio al quadrato della circonferenza tratteggiata corrisponde quindi alla potenza di P rispetto al cerchio di sinistra.

Per un punto P fuori dal cerchio la potenza H(P) =R2, cioè il quadrato del raggio R di una seconda circonferenza centrata in P, che interseca il cerchio iniziale in modo che gli angoli di intersezione siano perpendicolari, cioè una circonferenza ortogonale alla prima (vedere Figura 2). Se due circonferenze si intersecano in T in modo che le tangenti nel punto sono ortogonali, allora il raggio R tracciato da T a P e il raggio r tracciato da T a O sono tra loro perpendicolari (sono i segmenti blu nella Figura 2). Quindi per definizione questi due raggi giacciono sulle rette tangenti alle circonferenze in T. Essendo noto che l'angolo ha ampiezza {\displaystyle \pi /2} possiamo usare il teorema di Pitagora sul triangolo OTP.
{\displaystyle R^{2}=s^{2}-r^{2}=H(P),}
dove s è anche qui la distanza di P da O.

## In più dimensioni
Questa definizione si può estendere in modo naturale a uno spazio vettoriale in più di due dimensioni. Infatti la nozione di sfera di {\displaystyle n} dimensioni e quella di distanza rimangono pressoché inalterate. Allora la potenza di un punto rispetto a una sfera è definita esattamente come prima. Per la precisione definiamo la potenza del punto P rispetto alla sfera B di raggio r e centro O nel modo seguente:
{\displaystyle H_{B}(P)=s^{2}-r^{2},}
dove s indica la distanza tra P e il centro O del cerchio:
{\displaystyle s=d(P,O).}
Data una qualsiasi retta passante per P esterno a B ma che interseca la sfera B nei due punti M e N, allora, similmente al caso in due dimensioni, si nota che per il prodotto interno si ha
{\displaystyle \langle \mathbf {\vec {PM}} ,\mathbf {\vec {PN}} \rangle =s^{2}-r^{2}=H_{B}(P).}
Anche in questo caso si dimostra utilizzando il teorema di pitagora come prima. La definizione in più dimensioni eredita allo stesso modo anche le proprietà del caso ortogonale questa volta considerando le sfere ortogonali. Si può anche dimostrare inoltre che due sfere {\displaystyle B(C,R)} e {\displaystyle B'(C',R')} sono ortogonali solamente quando la potenza del centro della prima rispetto alla seconda è uguale al quadrato del raggio della prima. Formalmente scriviamo cioè:
{\displaystyle B\perp B'} se e solo se {\displaystyle H_{B}(C')=R'^{2}}.